# Nongrémassom
Nongrémassom war bis 2012 eines von fünf Arrondissements, in das Ouagadougou, die Hauptstadt des westafrikanischen Staates Burkina Faso, unterteilt war.
Das Arrondissement wurde am 21. Mai 1987 gegründet und umfasste die Sektoren 13, 23, 24, 25, 26 und 27 sowie fünf ländliche Dörfer. 2006 betrug die Einwohnerzahl 188.329 Personen.